# Златен век (история)
Вижте пояснителната страница за други значения на Златен век.
Златен век е израз, който се използва в историята на културата като метафора за обозначаване на период на голям културен (както и икономически и политически) възход на държава или културна общност.
Първоизточник на израза са древноримските и древногръцките поети, които го употребяват за най-добрите и светли времена.
От антични времена съществува легенда за златния век. Според нея в древността хората са живели много по-добре – не са изпитвали нужда от нищо, не са боледували, не са воювали един срещу друг, и най-главното: били са равни и са делили всичко помежду си по братски. Счита се, че легендата предава идеализиран спомен за първобитното общество, в което все още не е имало разделение на бедни и богати, на роби и господари.